# Куэро, Хаир
Хаир Алексис Куэро Муньос (исп. Jaír Alexis Cuero Muñoz; 2 апреля 1993, Медельин, Колумбия) — колумбийский борец греко-римского стиля.

## Карьера
В сентябре 2013 года на чемпионате мира в Будапеште он занял 14 место. В феврале 2024 года на Панамериканском олимпийском квалификационном турнире, проходившем в Акапулько, он получила квоту для Колумбии на Олимпийские игры, которые пройдут в Париже.

## Личная жизнь
Его брат Убер Куэро Муньос и сестра Айде Куэро Муньос также являются борцами.